# Tommaso Mauro
Tommaso Mauro (Trapani, 29 ottobre 1853 – Roma, 1939) è stato un politico italiano.

## Biografia
Laureato in Giurisprudenza, avvocato.
Inizialmente vicino a Nunzio Nasi, poi se ne distaccò nel 1886.
Fu assessore comunale a Trapani nella giunta del sindaco Carmelo Solina (1882-1889) .
Fu eletto deputato alla Camera del Regno d'Italia nel 1897 nel collegio uninominale di Alcamo per la XX legislatura. 
Fu confermato nello stesso collegio nel 1900 per la XXI. Torna a Montecitorio nella XXIV legislatura (1913). Fu rieletto nel 1919 alle elezioni proporzionali nel collegio provinciale di Trapani nella lista dei liberal democratici nella XXV legislatura
. Restò alla Camera fino al 1921.